# 日本国内航空
日本国内航空株式会社（にほんこくないこうくう、英語：Japan Domestic Airlines、略称：JDA）は、かつて日本国内で定期旅客便を運航していた航空会社。現在の日本航空の前身の1つ。
1964年4月15日設立。ロゴマークの意匠は「鳩と日の丸」である。
1971年5月15日、東亜航空と合併して東亜国内航空を設立し、のちに日本エアシステム（JAS）に改称する。JASはそののち日本航空と経営統合して日本航空ジャパン→日本航空インターナショナル（現在の日本航空）となり、今に至る。

## 概要
戦後の民間航空解禁と同時に誕生した中小地域内ローカル航空会社は多くが経営不振に陥っていた。そういった中で経営不振の脱却のため幹線参入を希望していた日東航空（1952年7月4日設立）、富士航空（1952年9月13日設立）、北日本航空（1953年6月30日設立）の3社に対し、運輸省（現・国土交通省）が幹線参入の条件として合併を指示し、1964年4月15日に設立された。3社はいずれも近畿日本鉄道（近鉄）や東急と資本関係が強く、全日本空輸への統合が困難であったとされる。

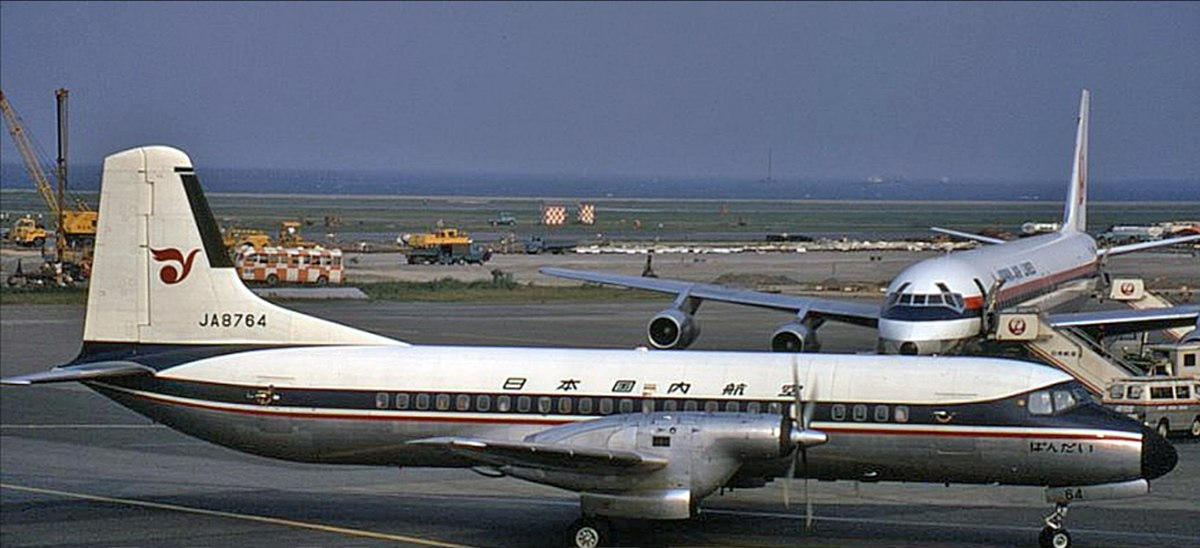
日本国内航空のYS-11（のちに「ばんだい」号事故で墜落したものと同機体）

1965年3月に大型ジェット機のコンベア880で念願の幹線である東京 - 札幌、東京 - 福岡線に参入、また1966年5月には同じく幹線用としてボーイング727を導入するなど積極的な動きを見せた。しかし後述のように日本国内航空の経営は難航し、当時、半官半民のナショナルフラッグキャリアだった日本航空と国内線大手の全日本空輸という大手2社に阻まれ経営不振に陥った。最終的には大型ジェット機は日本航空へリースされ、YS-11が主要機材となった。
旧3社由来の大規模な赤字や脆弱なローカル路線網に加え、1964年の東海道新幹線開業、航空事故多発による航空需要の落ち込みを受け日本国内航空の経営は悪化する一方であり、1965年12月27日の答申、1966年5月20日の閣議了解を経て運輸省は日本国内航空を日本航空に、また同様にローカル線航空会社で経営不振に陥っていた東亜航空を全日本空輸に統合させ需給を調整する方針を取った。コンベア880やボーイング727の日本航空へのリースは、1971年までに日本航空と日本国内航空が合併することを前提とした統合作業の過程で行われたものであった。
しかし、かねてから航空会社経営を踏み台に海外進出を狙っていた親会社である東京急行電鉄（現：東急）社長五島昇は、東亜航空の親会社不二サッシ社長佐野友二を説得し、両者の合併による日本国内航空の存続を画策した。加えていざなぎ景気による航空需要の回復により1969年度には日本国内航空と東亜航空がともに黒字を計上した結果、1970年に先の閣議了解が見直され改めて両社の合併が決定された。存続会社は日本国内航空で、東急が27%、不二サッシが10%の株式を取得した。
この合併により、国内航空会社は日本航空、全日本空輸、東亜国内航空の三大航空会社体制となった。五島の半ば強引な画策は運輸省の不興を買うところとなり、のちの東亜国内航空の経営に影響を及ぼすことになる。1972年にはこの3社に対して運輸省より事業（路線）割り当て（いわゆる45/47体制）が行われ、東亜国内航空には国内準幹線とローカル線の運航が主に割り当てられることになった。 
東亜国内航空は日本エアシステム（JAS）、日本航空ジャパンと改称ののち、2006年10月1日をもって日本航空インターナショナル（現：日本航空）と合併し、これにより日本国内航空の法人格は消滅した。

## 世界初のYS-11就航

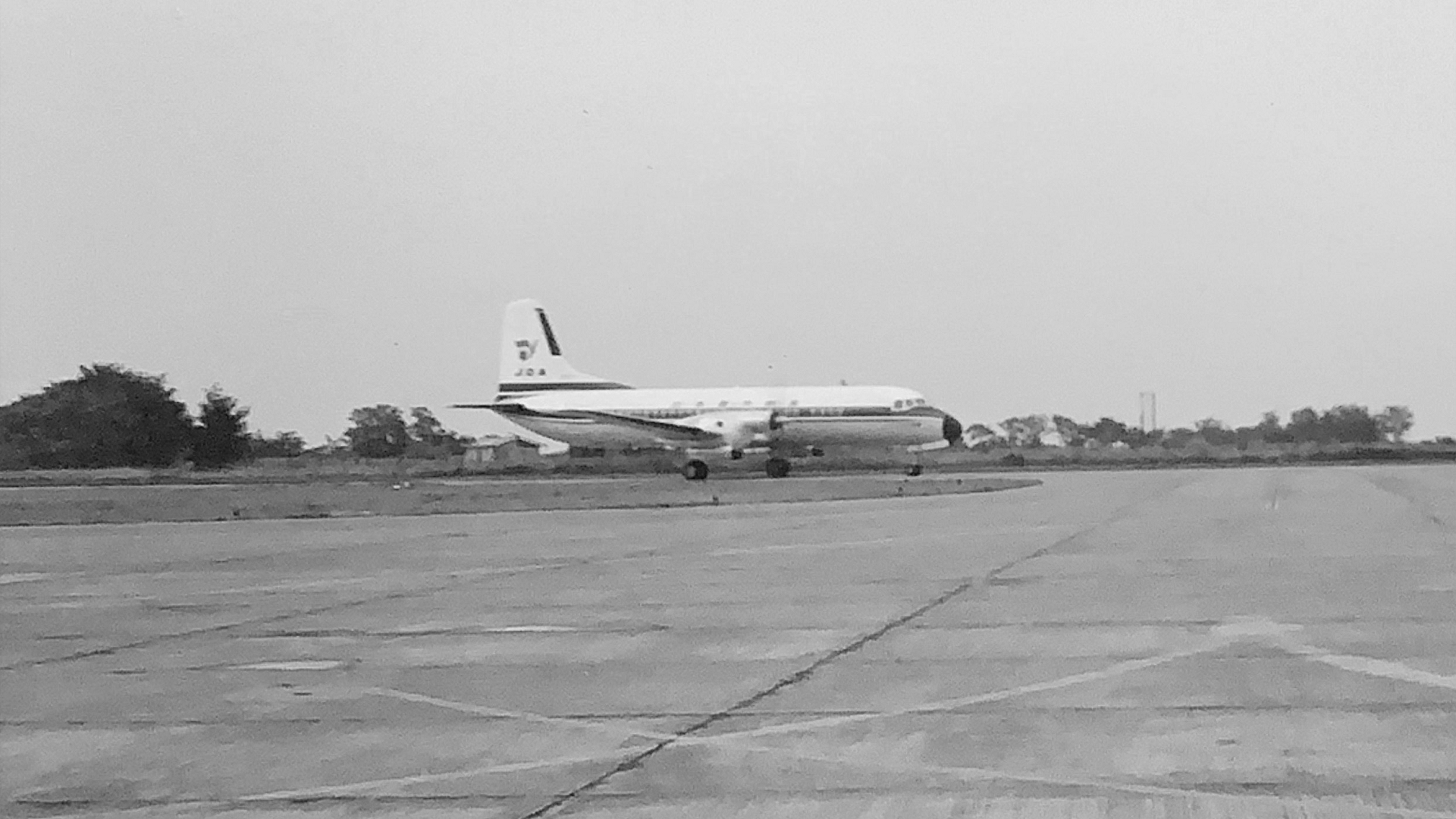
日本国内航空のYS-11

戦後初の国産民間旅客機であるYS-11は、1965年（昭和40年）4月に東亜航空に引き渡された量産型2号機が初の納入機であったが、当機を定期航空路で初めて就航させたのは日本国内航空であった。同4月の東京（羽田） - 徳島 - 高知線で運用を開始したYS-11であったが、メーカーの技術不足による機材トラブルが相次ぎ、日本国内航空の経営をひっ迫する一因となった。

## 日本航空羽田空港墜落事故

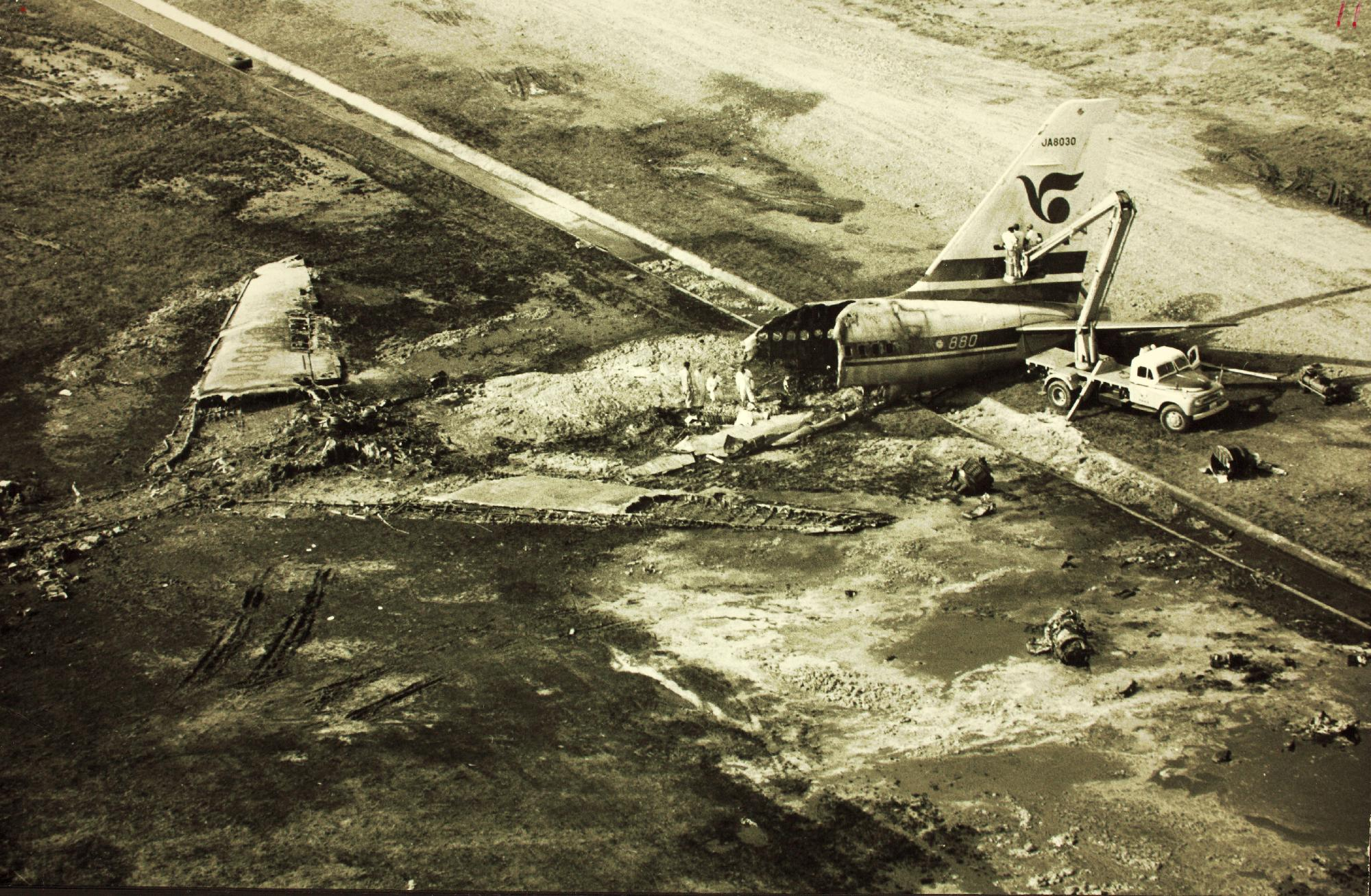
日本航空による運航中に墜落したコンベア880（JA8030）

日本国内航空は幹線用として当時最大級の大型ジェット機コンベア880（コンベア880-22M、機体記号JA8030）を「銀座」号として導入したが、経営悪化にともない路線ごと日本航空へリースした。そして1966年8月26日訓練飛行中、羽田空港を離陸直後に墜落、乗員5人が死亡した（日本航空羽田空港墜落事故）。機体塗装や尾翼のマークは日本国内航空のままであった。事故後、当機の補償として日本航空からボーイング727「ふじ」号（JA8318、日本航空時代は「たま」号）が無償譲渡された。なおこのJA8318も後に機体番号G-BDANとして英国の航空会社、ダン・エアに売却され、カナリア諸島のテネリフェ・ノルテ空港で墜落している（ダン・エア1008便墜落事故）。

## 使用機材（回転翼機除く）
富士航空・日東航空・北日本航空の3社から機材を引き継いだ小型機と、幹線参入の方針で導入したコンベア880やボーイング727を所有していた。
- パイパーPA-18カブ
- パイパーPA-23アパッチ
- グラマンG44スーパーウィジョン
- ダグラスDC-3A
- ノール262A-14
- コンベアCV-240
- デハビランドDHC-2ビーバー
- デハビランドDH114-1Bヘロン
- デハビランドDH114タウロン
- コンベア880-22M
- ボーイング727-100
- YS-11
- セスナ170
- セスナ170B
- セスナ172B
- セスナ172C
- セスナ172D
- セスナ175B
- セスナ195

## 参考資料
- YouTube『東急の空への夢・東急視点のJASの歴史』,akamomo,2019.9（https://www.youtube.com/watch?v=eWfU1Ivwar0）